# Sasykoli
Sasykoli (ros. Сасыколи) – wieś w Rosji, w obwodzie astrachańskim, w rejonie charabalińskim. W 2010 liczyła 5224 mieszkańców.

## Urodzeni
- Gawriił Zujew – radziecki lotnik wojskowy.